# Канелаш (Эштаррежа)
Канелаш (порт. Canelas) — район (фрегезия) в Португалии, входит в округ Авейру. Является составной частью муниципалитета Эштаррежа. Находится в составе крупной городской агломерации Большое Авейру. По старому административному делению входил в провинцию Бейра-Литорал. Входит в экономико-статистический субрегион Байшу-Воуга, который входит в Центральный регион. Население составляет 1486 человек. Занимает площадь 10,15 км².